# Også Viborg
|  | Denne artikel er oprettet af botten Steenthbot ud fra en ekstern database. Den kan derfor have sproglige fejl eller mangler. Denne skabelon kan fjernes efter kontrol af indholdet. |

Også Viborg er en dansk dokumentarfilm fra 1984 instrueret af Erik Bartram Jensen.

## Handling
Carl Heinrich Petersen er kendt for sine anarkistiske og socialistiske holdninger, og han har som forfatter beskrevet personer og begivenheder på venstrefløjen i arbejderbevægelsens nationale og internationale historie. I filmen fortæller han træk af arb